# إنريكي بارادا
إنريكي بارادا (بالإسبانية: Enrique Parada)‏ (4 نوفمبر 1981 في بوليفيا - ) هو مدرب كرة قدم ولاعب كرة قدم بوليفي في مركز الدفاع. شارك مع منتخب بوليفيا لكرة القدم. أما مع النوادي، فقد لعب مع ذي سترونغيست ونادي بوليفار ونادي ديبورتيفو سان خوسي.

## مسيرته الكروية
لعب إنريكي بارادا خلال مسيرته الاحترافية مع 3 أندية في ستة عشر موسمًا وسجل خلالها 25 هدفًا ضمن 437 مباراة. حيث فاز في موسم واحد بالكأس وفي أربعة مواسم بالدوري.
خاض إنريكي بارادا مسيرته مع نادي سان خوسيه في موسم 2002 في المرة الأولى ليلعب معه ثمانية مواسم ثم في موسم 2015–16 ولمدة موسمين، مشاركًا طوالها في 306 مباراة سجل خلالها 21 هدفًا. ثم انتقل إلى نادي بوليفار ما بين عامي 2010 و2011 لمدة موسم واحد، حيث شارك في 28 مباراة سجل خلالها هدفًا واحدًا. لينتقل بعدها إلى نادي ذي سترونغيست في موسم 2011 ليلعب معه خمسة مواسم، مشاركًا في 103 مباراة سجل خلالها 3 أهداف.

## وصلات خارجية
- إنريكي بارادا على موقع إي إس بي إن إف سي (الإنجليزية)
- إنريكي بارادا على موقع قاعدة بيانات كرة القدم.إي يو (الإنجليزية)
- إنريكي بارادا على موقع ناشيونال فوتبول تيمز (الإنجليزية)
- إنريكي بارادا على موقع Soccerway.com (الإنجليزية)
- إنريكي بارادا على موقع AS.com (الإسبانية)